# 梁川りお
梁川 りお（やながわ りお、1969年3月30日 - ）は、日本のAV女優。

## 人物
AV女優としてデビューする前に、浜田みどり名義で映画「トロピカルミステリー 青春共和国」に出演している。芸名の由来は、漫画「月の夜 星の朝」の主人公の名前からと考えられる。成年漫画家のやながわ理央（梁川理央）のペンネームの由来となった。1980年代後半に活躍した。

## 主な作品

### アダルトビデオ（ビデ倫系）
- ザ・本番 パート9 就職面接試験編 (1987年3月 ビデオスタジオ83 NS-028) 星野はるみ名義 共演：中里冬美
- 恥かしい出来事　梁川りお・18歳　（1987年7月13日、宇宙企画）
- セーラー服欲情症候群　発芽　（1987年10月5日、サーチ）
- スーパーVIDEO塾　ザ･セーラー服 4　（1988年1月23日、宇宙企画）　共演：浅倉麻里他
- ロリータのめざめ　発情　（1988年2月5日、サーチ）
- アソコの国のアリス　（1988年5月5日、ZAPPA）
- 妊者部隊突行　（1988年11月21日、チャプター）　共演：一の瀬まみ、三樹陽子
- りおのカーニバル　生豆ヴァージン　（1989年1月14日、SAMM）
- スター誕生　華麗に淫乱　（1989年1月15日、ゴールデンキャンディ）
- りおとあかねのバス通りでHして!!　（1989年2月24日、VIP）　共演：みさとあかね

## 出演

### 映画
- ロリータ・バイブ責め　（1987年9月19日、にっかつ、ビデオ版発売：1988年1月16日）　主演：木村さやか
- 仕掛人は娘　（1987年9月、東活、ビデオ版発売：1988年7月21日（松竹））　主演：星野小夜子
- ハードフォーカス　盗聴　（1988年3月9日、新東宝、ビデオ版発売：1988年7月16日）